# Jona Lendering
Jona Lendering é um historiador holandês e autor de livros sobre a antiguidade, história holandesa e administração moderna. Ele tem um MA em história pela Universidade de Leiden e um MA em cultura mediterrânea pela Universidade Livre de Amsterdã. Ensinou história na Universidade Livre e trabalhou como arquivista contratado pelo governo holandês, antes de se tornar um dos fundadores da escola de história Livius Onderwijs.